# Mollierdiagram

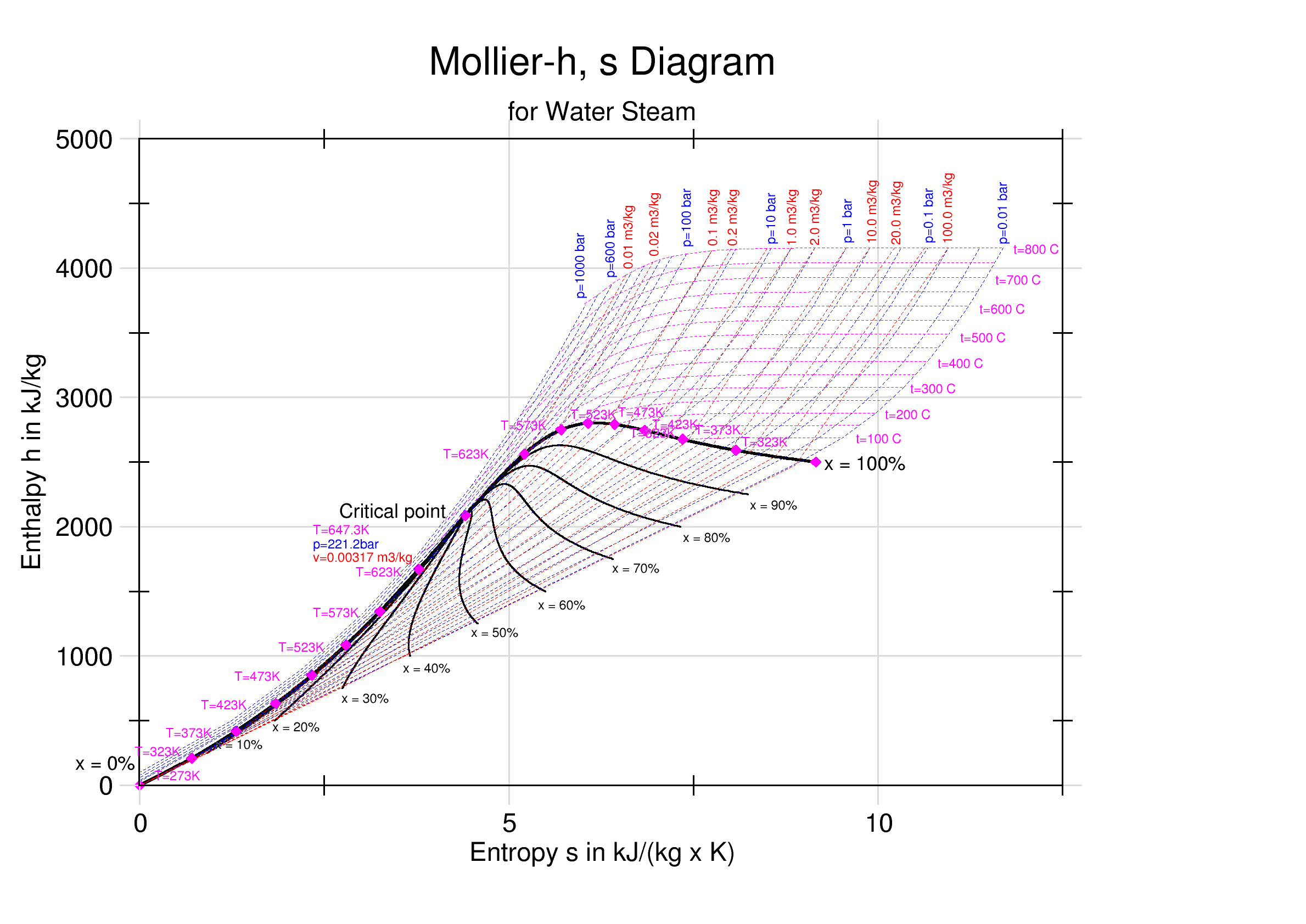
Mollierdiagram voor water/stoom

Een mollierdiagram of enthalpie-entropiediagram of h,s-diagram of psychrometrisch diagram is een in 1904 door Richard Mollier bedacht diagram dat de enthalpie uitzet tegen de entropie. Dergelijke diagrammen vinden toepassing bij ontwerp van onder meer stoomturbines, koeltechniek en weersvoorspelling.